# 심정 (1418년)
심정(沈泟, ? ~ 1418년)은 조선의 무신이자 척신이다.

## 생애
1407년(태종 7년) 대호군, 1409년 상호군, 1414년 의흥삼군부 첨지총제, 1417년 의흥삼군부 좌군 동지총제를 거쳐, 1418년(세종 즉위년) 의흥삼군부 중군 동지총제에 이르렀다. 그러나, 형 영의정 심온이 사은사(謝恩使)의 수장(사은주문사)으로, 명나라에 가 있는 동안, 〈강상인의 옥〉에 연루되어, 의금부에서 심한 심문을 받고, 좌의정 박은 등의 무고로 인해, 심온이 귀국하기도 전에, 대질심문도 못 받고 처형당한다.
의금부에서 강상인을 신문하니, 상인이 말하기를,
“주상께서 본궁(本宮)에 계실 때에, 내가 일로 인하여 나아갔다가 동지총제(同知摠制) 심청(沈泟)을 궁문(宮門) 밖의 장막에서 만났는데, 심청이 나에게 말하기를, ‘내금(內禁) 안에 시위(侍衛)하는 사람의 결원이 많아서 시위가 허술한데, 어째서 시기에 미쳐 보충하지 않느냐. ’고 하기에, 내가 대답하기를, ‘군사가 만약 한 곳에 모인다면 허술하지는 않을 것이다. ’고 하였더니, 심청이 말하기를, ‘만약 한 곳에 모인다면 어찌 많고 적은 것을 의논할 것이 있으랴.’ 하였다.”
하였다. 또 말하기를,
“내가 일찍이 이조 참판 이관(李灌)의 집에 들르니, 이관이 말하기를, ‘요사이 어찌 드물게 오느냐. ’고 하므로, 내가 말하기를, ‘양전(兩殿)129) 에 진퇴(進退)하므로 인하여 여가가 없기 때문이다.’ 하였다. 이관이 말하기를, ‘두 곳에 사진(仕進)하니 어떠한가. 대개 모든 처사는 한 곳에서 나와야만 마땅한 것이다. ’고 하므로, 내가 대답해 말하기를, ‘나의 뜻도 또한 이와 같지마는, 그러나 이미 성법(成法)이 된 것을 어찌할 수 있겠는가.’ 하였다. 또 전 총제(摠制) 조흡(曹洽)을 보았는데, 조흡이 말하기를, ‘군사(軍事)는 마땅히 우리 상위(上位)에서 나와야 될 것이다.’ 하였다.”
고 하였으니, 상위는 상왕을 가리킨 것이었다. 의금부에서 세 사람을 체포하기를 청하니, 선지하기를,
“비록 2품 이상의 관원이라도 공신(功臣)이 아니면 계문(啓聞)함이 없이 바로 잡아서 가두라.”
고 하였다. 상왕이 원숙에게 묻기를,
“이관이 한 곳이라고 한 것은, 내 생각에는 나를 가리킨 것이다.”
고 하니, 대답하기를,
“이관이 사리(事理)를 알고, 또 오랫동안 근신(近臣)이 되었으며, 분명히 ‘내가 친히 정사를 청단(聽斷)하겠다. ’는 분부가 있으셨으므로, 진실로 위의 하교하옵심과 같습니다. 그러나 그 말에, ‘모든 처사는 한 곳에서 나와야 된다. ’고 하고, 병사(兵事)라고 말하지 않았으니, 신은 그 뜻을 알 수 없습니다.”
하였다. 상왕이 말하기를,
“그렇다.”
고 하였다. 의금부에서 이관과 심청과 조흡을 잡아서 대질하니, 심청이 말하기를,
“나는 내금위(內禁衛)의 절제사가 된 까닭으로 상인(尙仁)과 시위(侍衛)의 허술한 것을 의논하였을 뿐이니, ‘군사가 두 곳으로 갈라져 있다’고 한 한 마디는 내가 말한 것이 아니라.”
하면서 힘써 이를 변명하였다가, 형벌을 받고 나서 그제야 복죄(服罪)하였다. 이관을 신문하니, 이관이 술에 몹시 취하여 정신이 산란하여 말에 차서가 없어, 처음에는 상인이 일찍이 나에게 들른 일이 없다고 하였으나, 고문을 당하고는 그제야 복죄하였다. 조흡을 신문하니, 조흡이 말하기를,
“상인이 일찍이 나에게 들렀는데, 내가 방금 군사를 나누어 시위한다는 말을 들었으므로, 상인에게 말하기를, ‘군사는 반드시 상왕이 이를 주관하셔야 된다. ’고 말하였다.”
고 하고, 상인을 신문하니 말이 같으므로, 이에 조흡은 석방하였다. 상인이 또 압슬형을 당하고 말하기를,
“날짜는 기억하지 못하지만 영의정 심온을 상왕전의 문밖에서 보고 의논하기를, ‘군사를 나누어 소속시키는데 갑사(甲士)는 수효가 적으니, 마땅히 3천 명으로 해야 되겠다. ’고 한즉, 심온이 또한 옳다고 하였으며, 그 후에 또 의논할 일이 있어 날이 저물 때에 심온의 집에 가서, ‘군사(軍事)는 마땅히 한 곳으로 돌아가야 된다. ’고 하였더니, 심온도 또한 ‘옳다’고 하였고, 또 장천군(長川君) 이종무(李從茂)를 보고, ‘군사(軍事)는 마땅히 한 곳으로 돌아가야 된다. ’고 하였더니, 종무가 빙긋이 웃으면서 수긍하였으며, 또 우의정 이원(李原)을 대궐 문 밖 길에서 만나, ‘군사를 나누어 소속시키는 것이 어떠하냐. ’고 하였더니, 대답하기를, ‘이를 어찌 말할 수 있느냐. ’고 하였다.”
고 하였다.— 세종실록 즉위년(1418) 11월 22일 3번째 기사

상왕이 박은•조말생•이명덕•원숙을 불러 보고 말하기를,
“강상인과 이관은 죄가 중하니 지금 마땅히 죽일 것이요, 심정과 박습은 상인에 비하면 죄가 경한 듯하였다. 괴수(魁首) 심온이 돌아오지 않았으니, 아직 남겨 두었다가 대질(對質)시키는 것이 어떠한가. 그렇지 않으면 인심(人心)과 천의(天意)에 부끄러움이 있지 않겠는가.”
하니, 박은이 아뢰기를,
“대질시키고자 하신다면 상인만 남겨두고 세 사람은 형벌하는 것이 옳습니다. 그러나 심온의 범한 죄는 사실의 증거가 명백하니, 어찌 대질할 필요가 있겠습니까. 남겨 두는 것이 옳지 못합니다. 그리고 반역을 함께 모의한 자는 수모자와 종범자를 분간하지 않는 법이오니, 어찌 차등(差等)이 있겠습니까.”
고 하였다. 이에 의금부에서 계하기를,
“옥에서 곤란한 일이 많사오니, 속히 형(刑)을 집행하기를 청합니다.”
하여, 명하여 상인은 형률대로 시행하고, 박습과 이관•심정은 모두 참형(斬刑)에 처하고— 세종실록 즉위년(1418) 11월 26일 3번째 기사

## 가계
- 고려조 문하시중, 조선조 좌정승을 지낸 조선개국공신 청성백 심덕부의 막내 아들로 태어났다.
- 의흥삼군부 도총제 심인봉, 세종의 국구 청천부원군 영의정 심온, 태조 이성계의 부마 청원군 심종의 동생이다.
- 소헌왕후, 영의정 심회, 영중추부사 심결의 숙부이다.
- 성종의 후궁 숙용 심씨의 할아버지이다.
- 고려의 마지막 왕 공양왕의 형 정양부원군(定陽府院君) 왕우(王瑀)의 사위이다.

## 가족 관계
- 부 : 심덕부
- 형 : 심인봉 - 의흥삼군부 도총제
- 형 : 심의귀
- 형 : 심도생 - 본명은 심계년(沈繼年), 성주 지사(成州 知事)
- 형 : 심징
- 형 : 심온
- 형수 : 순흥부부인 안씨 - 순흥 안씨, 좌의정 안천보(安天保)의 딸
  - 조카 : 소헌왕후
  - 조카사위 : 조선 제4대 세종
  - 조카 : 심준
  - 조카 : 심회
  - 조카 : 심결
- 형 : 심종
- 형수 : 경선공주 - 태조 이성계의 딸
- 부인 : 개성 왕씨 - 정양부원군 왕우(王瑀, 고려의 마지막 왕 공양왕의 동생, 고려 신종의 7대손, 영문하부사)의 딸
  - 아들 : 심견(沈堅)
  - 아들 (서자) : 심말동(沈末同) - 첨정
    - 손녀 : 숙용 심씨(淑容 沈氏) - 조선 제9대 성종의 후궁
    - 손녀사위 : 조선 제9대 성종

  - 아들 : 심동(沈童)

## 심정이 등장하는 작품
- 《뿌리깊은 나무 (2011년 드라마)》 (SBS, 2011년~2011년, 배우: 김승욱)

## 참조
1. ↑  《태종실록》
2. ↑  《세종실록》

## 같이 보기
| - 심덕부 - 심징 - 심온 - 소헌왕후 - 심종 - 숙용 심씨 | - 정양부원군 왕우 - 공양왕 - 태종 이방원 - 세종 | - 강상인 - 박은 - 유정현 |